# Noorwegen op het Eurovisiesongfestival 2022

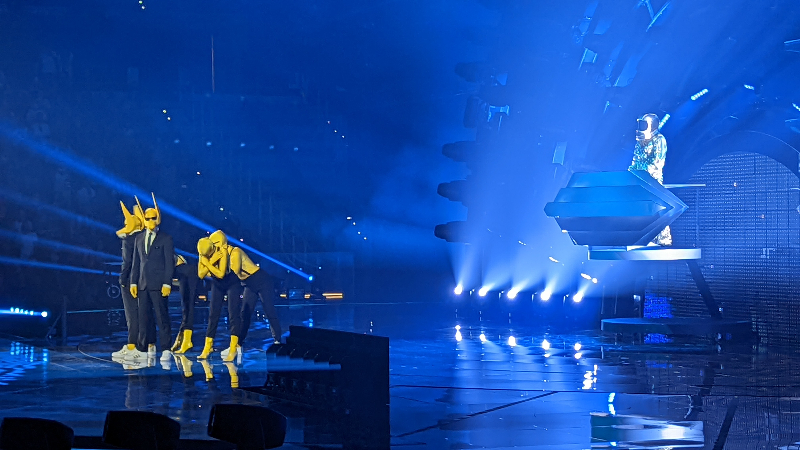
Subwoolfer tijdens de eerste halve finale in Turijn.

Noorwegen nam deel aan het Eurovisiesongfestival 2022 in Turijn, Italië. Het was de 60ste deelname van het land aan het Eurovisiesongfestival. Omroep NRK was verantwoordelijk voor de Noorse bijdrage voor de editie van 2022.

## Selectieprocedure
Noorwegen koos wederom dit jaar zijn bijdrage voor het Eurovisiesongfestival via Melodi Grand Prix. Het format dat in 2020 werd geïntroduceerd werd grotendeels behouden. Het bestond uit vier halve finales, twee Laatste Kans-shows en een finale. Alle shows werden gehouden in de H3 Arena in Fornebu. 
In de finale op 19 februari 2022 namen tien artiesten het tegen elkaar op. Daarin werden vervolgens twee artiesten geselecteerd voor het gouden duel. De eindoverwinning ging uiteindelijk naar Subwoolfer met Give that wolf a banana.

## Melodi Grand Prix 2022
Finale
| Volgorde | Artiest                | Lied                    |
| -------- | ---------------------- | ----------------------- |
| 1        | Oda Gondrosen          | Hammer of Thor          |
| 2        | NorthKid               | Someone                 |
| 3        | Anna-Lisa Kumoji       | Queen bees              |
| 4        | Farida                 | Dangerous               |
| 5        | Sofie Fjellvang        | Made of glass           |
| 6        | Frode Vassel           | Black flowers           |
| 7        | Christian Ingebrigtsen | Wonder of the world     |
| 8        | Maria Mohn             | Fly                     |
| 9        | Subwoolfer             | Give that wolf a banana |
| 10       | Elsie Bay              | Death of us             |

Gouden duel
| Plaats | Artiest    | Lied                    | Stemmen |
| ------ | ---------- | ----------------------- | ------- |
| 1      | NorthKid   | Someone                 | 312.223 |
| 2      | Subwoolfer | Give that wolf a banana | 368.106 |

## In Turijn
Op het Eurovisiesongfestival trad Noorwegen aan in de eerste halve finale. Subwoolfer eindigde hierin op de zesde plaats en kwalificeerde zich daarmee voor de finale. In de finale eindigde het land op de tiende plaats met 182 punten. De Noorse inzending kreeg vooral veel punten van de kijkers thuis.

1960 · 1961 · 1962 · 1963 · 1964 · 1965 · 1966 · 1967 · 1968 · 1969 · 1970 · 1971 · 1972 · 1973 · 1974 · 1975 · 1976 · 1977 · 1978 · 1979 · 1980 · 1981 · 1982 · 1983 · 1984 · 1985 · 1986 · 1987 · 1988 · 1989 · 1990 · 1991 · 1992 · 1993 · 1994 · 1995 · 1996 · 1997 · 1998 · 1999 · 2000 · 2001 · 2002 · 2003 · 2004 · 2005 · 2006 · 2007 · 2008 · 2009 · 2010 · 2011 · 2012 · 2013 · 2014 · 2015 · 2016 · 2017 · 2018 · 2019 · 2020 · 2021 · 2022 · 2023 · 2024 · 2025
Albanië · Armenië · Australië · Azerbeidzjan · België · Bulgarije · Cyprus · Denemarken · Duitsland · Estland · Finland · Frankrijk · Georgië · Griekenland · Ierland · IJsland · Israël · Italië · Kroatië · Letland · Litouwen · Malta · Moldavië · Montenegro · Nederland · Noord-Macedonië · Noorwegen · Oekraïne · Oostenrijk · Polen · Portugal · Roemenië · San Marino · Servië · Slovenië · Spanje · Tsjechië · Verenigd Koninkrijk · Zweden · Zwitserland